# Tirol

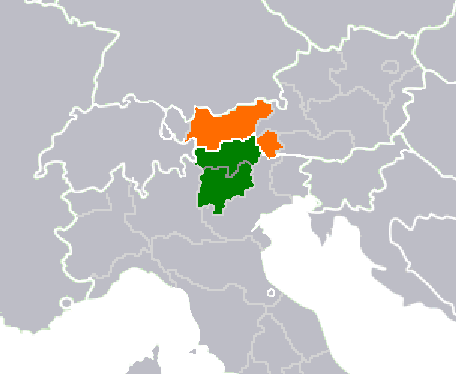
La ubicación del Tirol en Europa.

Mapa de la Eurorregión de Tirol-Südtirol/Alto Adigio-Trentino.

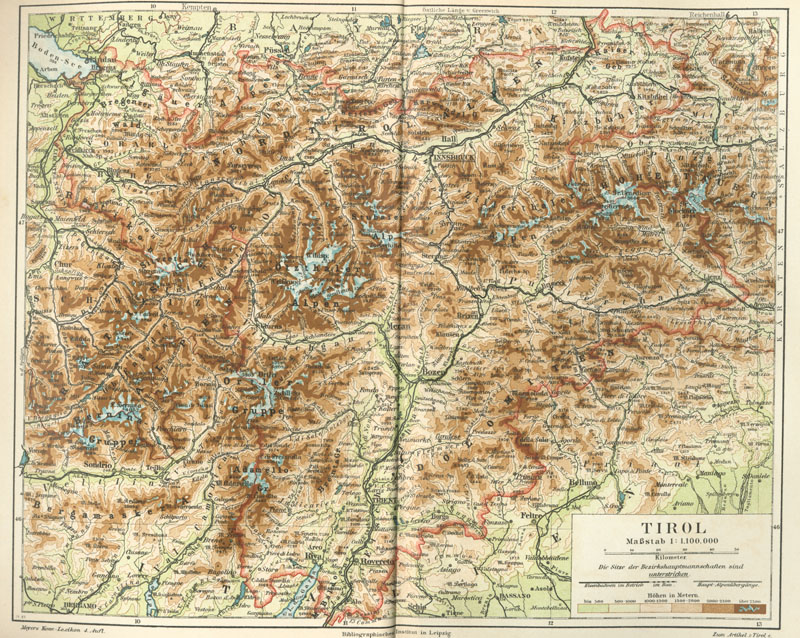
Mapa de la región de Tirol.

El Tirol es una región alpina trilingüe ya que se habla el alemán, el italiano y el ladino, actualmente dividida entre Austria (Tirol del Norte y Oriental como el Estado Federal del Tirol) e Italia (Tirol del Sur y Trentino como la Región de Trentino-Alto Adigio y sus provincias autónomas de Bolzano (Tirol del Sur) y la de Trento (Tirol Italiano, antiguo Tirol del Sur). 
La región constituyó el Condado principesco de Tirol perteneciente al Imperio austrohúngaro hasta 1918, en que fue dividida entre Austria e Italia por el Tratado de Saint-Germain-en-Laye y posteriormente ratificado en el Acuerdo De Gasperi-Gruber de 1946.
Actualmente la región se está reorganizando en la Eurorregión Tirol-Tirol del Sur-Trentino, con una oficina de representación, la llamada Tirol-Büro o Ufficio del Tirolo, en Bruselas, con el fin de mejorar la posición política de la región en la Unión Europea. En cuanto a la integración interna, se instaló la oficina de cooperación en Bolzano.

## Ciudades principales del Tirol
|    | Nombre            | Habitantes |  |
| -- | ----------------- | ---------- |  |
| 1  | Innsbruck         | 119.584    |  |
| 2  | Trento            | 112.142    |  |
| 3  | Bolzano           | 100.629    |  |
| 4  | Rovereto          | 37.549     |  |
| 5  | Merano            | 36.811     |  |
| 6  | Pergine Valsugana | 20.122     |  |
| 7  | Bresanona         | 19.786     |  |
| 8  | Kufstein          | 17.080     |  |
| 9  | Arco              | 16.364     |  |
| 10 | Laives            | 16.161     |  |
| 11 | Riva del Garda    | 15.818     |  |
| 12 | Telfs             | 14.479     |  |
| 13 | Brunico           | 14.535     |  |

## Escudos
En el escudo tirolés se encuentra el Águila tirolesa. 

Escudo de armas del condado del Tirol.
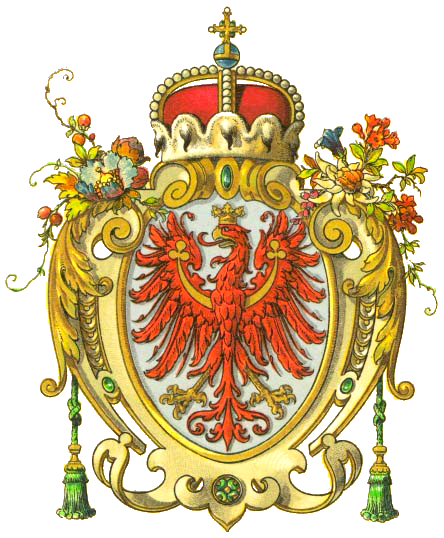
Escudo del condado del Tirol
Escudo del estado federado austriaco de Tirol
Escudo de la provincia italiana de Bolzano/Bozen, Südtirol/Tirol del Sur
Escudo de la provincia italiana de Trento, Trentino tirolés

## Véase también

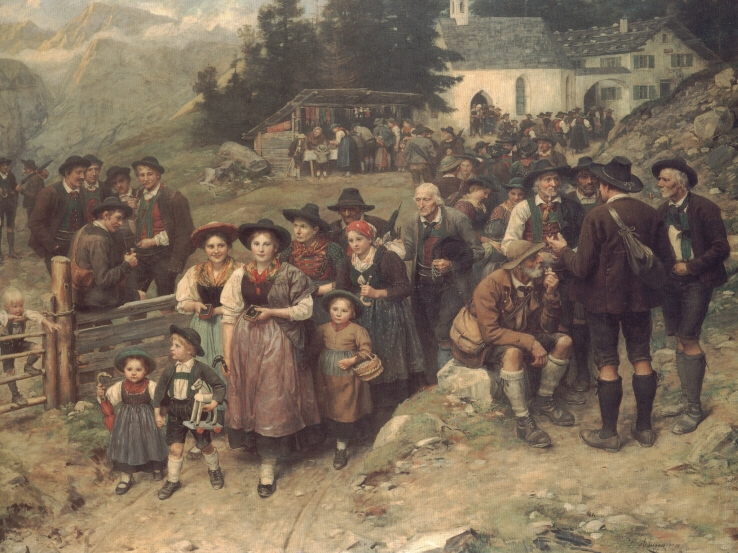
Franz Defregger: Campesinos del Tirol (circa 1920).